# Laaz
La'az (hébreu לעז laaz, « langue étrangère ») est le terme par lequel les Juifs de France et d'Italie désignaient la langue vernaculaire, qu'ils émaillaient à l'occasion d'hébreu. Les dialectes issus des divers types de La'az sont éteints à l'heure actuelle, bien que certains aient été parlés à une époque encore assez récente pour que Primo Levi pût en évoquer un, comme le langage de ses grands-parents, « oncles » et « tantes », au sens étendu du terme (le judéo-piémontais) ; quant au judéo-provençal, il survécut jusqu'en 1977, date de la mort d'Armand Lunel.
Parmi différents laazim, on distingue un laaz occidental (comprenant le sarphatique dont le locuteur le plus célèbre est Rachi de Troyes et le shuadit, fondés respectivement sur l'ancien français et la langue d'oc), et un laaz méridional (le judéo-italien ou italkien).
L'usage du terme est fréquent dans la glose judaïque, où les commentateurs médiévaux ont recours, à la suite de Rachi, au vocabulaire courant de la langue locale avec transcription en caractères hébraïques pour expliquer un terme hébraïque ou araméen épineux de la Bible ou du Talmud.

Les gloses les plus célèbres sont celles de Rachi, qui transcrit volontiers certains mots d'ancien français en caractères hébraïques. Ces laazim sont au nombre d'environ 1500 dans son commentaire de la Bible et d'environ 3500 dans son commentaire du Talmud.